# Morti nel 1300
| Questa pagina contiene informazioni ricavate automaticamente dalle voci biografiche con l'ausilio del template Bio e di un bot. L'aggiornamento è periodico e automatico e ricostruisce completamente la pagina. Se manca una persona in questa lista, sei pregato di non aggiungerla, ma accertati piuttosto che la sua voce biografica contenga il template Bio e che i dati anagrafici siano correttamente compilati. Se il template Bio manca, inseriscilo tu stesso o, in alternativa, metti l'avviso {{tmp\|Bio}} che ne segnala la mancanza. Se i dati riportati sono sbagliati, correggi direttamente la voce biografica; le modifiche saranno visibili in questa lista entro pochi giorni. Per chiarimenti vedi il progetto biografie. La lista contiene solo le 33 persone che sono citate nell'enciclopedia e per le quali è stato implementato correttamente il template Bio. Pagina aggiornata al 10 ago 2025. |

- 1º gennaio - Giacomo Tomasi Caetani, francescano italiano
- 7 marzo - Munio di Zamora, vescovo cattolico e religioso spagnolo (n. 1237)
- 29 maggio - Tommaso di Ocre, cardinale italiano
- 18 luglio - Gherardo Segarelli, predicatore italiano
- 29 agosto - Guido Cavalcanti, poeta e filosofo italiano
- 24 settembre - Juliana FitzGerald, nobile irlandese
- 6 dicembre - Teodora Rauliana, nobile bizantina
- 6 dicembre - Pietro Pascasio, vescovo cattolico e santo spagnolo (n. 1227)
- 12 dicembre - Bartolo da San Gimignano, religioso italiano (n. 1228)
- Leone Acciaiuoli, politico italiano
- Adenet le Roi, poeta e scrittore francese (n. 1240)
- Bardellone dei Bonacolsi, politico italiano
- Čaka di Bulgaria, sovrano bulgaro
- Casella, compositore e cantore italiano (n. 1250)
- Bartolomeo dei Folcacchieri, politico italiano
- Galasso da Montefeltro, politico e condottiero italiano
- Giovanni I di Norimberga, nobile tedesco
- Roberto di Gloucester, storico britannico (n. 1260)
- Guillaume de Nangis, religioso francese
- Jacob van Maerlant, poeta, scrittore e storico fiammingo (n. 1235)
- Maifreda da Pirovano, religiosa italiana
- Mas'ud Bey, sovrano ottomano (n. 1270)
- Goffredo Montanari, vescovo cattolico italiano
- Tomasina Morosini, regina (n. 1250)
- Rolandino de' Passaggeri, giurista italiano
- Andrea Saramita, teologo italiano
- Bona di Savoia, principessa (n. 1275)
- Trần Hưng Đạo, generale vietnamita (n. 1228)
- Negru Vodă, principe romeno (n. 1269)
- Bartolomeo Zorzi, trovatore e poeta italiano
- Gioacchino III di Bulgaria, arcivescovo ortodosso bulgaro
- Berengaria di Castiglia, principessa spagnola (n. 1253)
- Alberto di Chiavari, religioso italiano (n. 1250)